# Limmareds landskommun
Limmareds landskommun var en tidigare kommun i dåvarande Älvsborgs län.

## Administrativ historik
År 1863 skapades det svenska kommunsystemet i och med att 1862 års kommunalförordningar trädde i kraft. Då inrättades cirka 2 500 kommuner i landet. Den övervägande delen var landskommuner (baserade på de gamla socknarna), därtill kom 89 städer och 8 köpingar.
I Åsarps socken i Kinds härad i Västergötland inrättades då denna kommun, med namnet Åsarps landskommun. År 1885 ändrades namnet till Södra Åsarp i särskiljande syfte.
Kommunreformen den 1 januari 1952 innebar för Södra Åsarps del inte någon sammanläggning med annan kommun. Endast en kort tid efter kommunreformen, den 25 januari 1952, fick kommunen namnet Limmareds landskommun, med namn efter den största tätorten, Limmared. Motsvarande församling behöll dock namnet Södra Åsarps församling.
År 1967 uppgick kommunen genom sammanläggning med Tranemo landskommun.
Kommunkoden 1952-1966 var 1551.

### Kyrklig tillhörighet
I kyrkligt hänseende tillhörde kommunen Södra Åsarps församling.

## Geografi
Limmareds landskommun omfattade den 1 januari 1952 en areal av 16,99 km², varav 16,53 km² land.

### Tätorter i kommunen 1960
I Limmareds landskommun fanns tätorten Limmared, som hade 1 388 invånare den 1 november 1960. Tätortsgraden i kommunen var då 96,5 procent.

## Politik

### Mandatfördelning i valen 1946-1962
| 2 | 14 | 1 | 1 | 2 |

| 18 |

| 1 | 14 | 1 | 3 | 1 |

| 18 |

| 2 | 12 | 1 | 3 | 2 |

| 18 |

| 1 | 13 | 1 | 2 | 3 |

| 18 |

| 14 | 1 | 3 | 2 |

| 15 | 5 |